# Радослав Латал
Радослав Латал (Простјејов, 6. јануар 1970) бивши је чешки фудбалер. Након играчке каријере, ради као фудбалски тренер.

## Каријера
Почео је да игра фудбал у чешком клубу Сигма из Оломоуца. Године 1994. прешао је у немачки Шалке 04, где је остао све до 2001. године. Након тога је прешао у Бањик из Остраве и био је члан екипе у сезони 2003/04, када је Бањик освојио титулу првака државе. Са Бањиком је 2005. освојио и чешки куп. Након те сезоне завршио је играчку професионалну каријеру.
Наступао је за репрезентацију Чешке, за коју је одиграо 47 мечева и учествовао на Европским првенствима 1996. (где су освојили сребрну медаљу) и 2000. године. Дана 11. јуна 2000. године, судија Пјерлуиђи Колина доделио му је црвени картон у завршним тренуцима утакмице између Чешке и Холандије на Европском првенству 2000. Латал, који је већ био замењен у том мечу, кажњен је због непримерених речи и протеста, после одлуке Колине да Холанђанима досуди пенал у последњем минуту меча.
Играо је за сениорску репрезентацију Чехословачке, а такође је наступио на Светском првенству за младе 1989. године у Саудијској Арабији.
Након завршетка играчке каријере, почео је да ради као фудбалски тренер. Био је менаџер екипе Опава 2008. године, а прешао је у Соколов у септембру 2010. године. У марту 2012. године потписао је уговор са Бањиком из Остраве. Водио је тимове као што су Пјаст Гливице, Динамо Брест и Спартак из Трнаве.

## Успеси

### Клуб
Шалке 04
- Куп УЕФА: 1996/97.

Бањик Острава
- Првенство Чешке: 2003/04.
- Куп Чешке: 2004/05.

Дукла Праг
- Куп Чехословачке: 1989/90.

### Репрезентација
Чешка
- Европско првенство друго место: 1996.